# Lynden Evans
Lynden Evans (* 28. Juni 1858 in La Salle, LaSalle County, Illinois; † 6. Mai 1926 in Chicago, Illinois) war ein US-amerikanischer Politiker. Zwischen 1911 und 1913 vertrat er den Bundesstaat Illinois im US-Repräsentantenhaus.

## Werdegang
Lynden Evans besuchte die öffentlichen Schulen seiner Heimat und danach bis 1882 das Knox College in Galesburg. Danach war er für einige Zeit als Lehrer tätig. Nach einem anschließenden Jurastudium und seiner 1885 erfolgten Zulassung als Rechtsanwalt begann er in Chicago in diesem Beruf zu arbeiten. In den Jahren 1907 und 1908 hielt er an der John Marshall Law School Vorlesungen über Gesellschaftsrecht (Corporation Law). Politisch schloss er sich der Demokratischen Partei an.
Bei den Kongresswahlen des Jahres 1910 wurde Evans im neunten Wahlbezirk von Illinois in das US-Repräsentantenhaus in Washington, D.C. gewählt, wo er am 4. März 1911 die Nachfolge des Republikaners Henry Sherman Boutell antrat. Da er im Jahr 1912 nicht bestätigt wurde, konnte er bis zum 3. März 1913 nur eine Legislaturperiode im Kongress absolvieren. Nach dem Ende seiner Zeit im US-Repräsentantenhaus praktizierte Evans wieder als Anwalt. Er starb am 6. Mai 1926 in Chicago, wo er auch beigesetzt wurde.